# 愛しい女
『愛しい女』（いとしいひと）は、三浦哲郎の小説。またそれを原作としたテレビドラマ。
1988年には小説を元にした相米慎二監督による桂木文のプロモーションビデオが製作された。

## 内容
妻子持ちの『月刊女性』副編集長・清里浩三と、若いスタイリストの卵・神永留美。この2人を中心に描いた、悲恋のラブストーリー。
清里は、妻の高子たちと出掛けた山梨県の温泉で、同じ会社の電話交換手の芹沢妙子と一緒になり、妙子には同じアパートに住む留美も一緒に来ていた。留美は園田百合子にアシスタントとして付いて働き、清里は留美に好意を感じていた。その温泉宿で、清里は目がくらんで動けなくなった留美を介抱した。ある時、『月刊女性』でスタイリスト紹介の特集企画が立ち上がり、清里は取材で留美と再会。留美が失恋で大きな心の痛手を受けていたことを知り、より一層好意を持った。そして清里は出張のため搭乗した北海道行きの飛行機の中で、余市に居る両親に会いに行くために乗り合わせた留美と偶然に一緒になった…。

## テレビドラマ
1980年4月8日から1980年7月1日まで、日本テレビ系列の『火曜劇場』（毎週火曜日22:00〜22:54）にて放映。放映話数は全13話。
『火曜サスペンス劇場』枠などのスペシャルドラマを除けば、同局における火曜22時台の連続ドラマで小説を原作とした作品としては最後のものとなった。『火曜劇場』の廃枠により連続ドラマを中断し、25年半後に『火曜ドラマ』として連続ドラマが復活するが、原作付きの作品は全て漫画原作のものであるため、次作『名もなく貧しく美しく』から火曜22時台の連続ドラマ枠廃止まで、小説原作のものは1作も制作されなかった。
主演の多岐川裕美が主題歌「愛しのララバイ」を歌った。ドラマのチーフプロデューサーによれば、前年に大ヒットした松坂慶子の「愛の水中花」（『水中花』主題歌）を意識したものだという。
スイス、フランスなどの海外ロケを敢行し、撮影を行った。

### キャスト
- 清里浩三：竹脇無我
- 神永留美：多岐川裕美
- 清里高子：島かおり
- 芹沢妙子：ちあきなおみ
- 桂：山城新伍 - 清里の友人
- 園田百合子：中山麻理
- 弓子：馬渕晴子 - 『月刊女性』ファッション班チーフ
- 塩見：三沢慎吾 - 留美のかつての恋人
- 清里武志：本田研一郎 - 浩三の息子（三人の子の末っ子）
- 池波志乃
- 三浦リカ
- 賀田裕子
- 桐山編集長：前田昌明
- 川田：中丸信
- 小池：浅沼晋平 - パリ駐在の銀行マン

### スタッフ
- 原作：三浦哲郎
- 脚本：石松愛弘
- 演出：嶋村正敏（第1～4、8～13各話）、伊藤祥二（第5話）、池田義一（第6～7話）
- 音楽：小川よしあき
- 制作：日本テレビ

### 主題歌
- 「愛しのララバイ」（歌：多岐川裕美）
  - 作詞：竜真知子／作曲：大野雄二／編曲：小笠原寛